# Atyurjevo
Atyurjevo (oroszul: Атюрьево, moksa nyelven Атерь) falu Oroszországban, Mordvinföldön, az Atyurjevói járás székhelye. Neve a moksa Атерь (Атюрь) férfinévből származik.
Lakossága: 4429 fő (a 2010. évi népszámláláskor).

## Elhelyezkedése
Mordvinföld nyugati felén, a köztársasági fővárostól, Szaranszktól 143 km-re, a Ljacsa folyó partján helyezkedik el. A településen át vezet az M5-ös „Urál” főút Szaranszk felé tartó mellékága.

## Története
A 16. század második felében ezen a vidéken több új lakott hely keletkezett, köztük egymás mellett Felső-Atyurjevo és Alsó-Atyurjevo (Velezem). A 19. század végén a két település egyesült. 1937-ben az akkor létrehozott Atyurjevói járás székhelye lett. 
A járás a környezetszennyezéstől megkímélt vidékek közé tartozik, melyre elsősorban az agrárgazdálkodás jellemző. Atyurjevo üzemeiben főként a helyi mezőgazdasági termékeit dolgozzák fel.